# Microtus arvalis
Campagnol des champs, Campagnol commun, Campagnol vulgaire, Campagnol ordinaire
Pour les articles homonymes, voir Campagnol, Campagnol des champs et Campagnol fauve.
Espèce
Statut de conservation UICN

 LC  : Préoccupation mineure
Le Campagnol des champs (Microtus arvalis, anciennement Arvicola arvalis), appelé aussi Campagnol commun, vulgaire ou ordinaire en français, est une espèce de petits rongeurs, de la famille des Cricétidés. Ce campagnol fréquente des milieux ouverts prairiaux. 
Ses populations peuvent être très fluctuantes, de la présence sporadique à une haute densité, alternant entre des pullulations plus ou moins cycliques entrecoupées de période de basse densité. Cette dynamique semble en grande partie conditionnée par la composition (proportion d'habitat en prairie permanente et de légumineuses) et la structure (intensité du réseau de haie, etc.) du paysage. Une tendance à la diminution de l'amplitude des cycles a été constatée dans le nord et le centre-ouest de l'Europe pendant les années 1990-2000, mais, pendant la même période, certaines régions d'Espagne ont été colonisées et ont subi des pullulations importantes.
En phase de pullulation, cette espèce peut poser un problème dans les cultures ou les prairies et propager des maladies. Les phases de pullulations sont généralement accompagnées d'une augmentation des populations de leurs prédateurs naturels. Certains auteurs avancent que dans le grand nord, cette relation se modifierait sous l'influence du dérèglement climatique, les hivers de plus en plus doux affaiblissant les interactions entre les campagnols et leurs prédateurs subnivaux spécialisés.
En Écosse, le campagnol des Orcades forme des populations insulaires qui sont probablement des sous-espèces distinctes.

## Dénominations
- Nom scientifique valide : Microtus arvalis  (Pallas, 1778)
- Nom vulgaire (vulgarisation scientifique) recommandé ou typique en français : Campagnol des champs[7],[8],[9],[10],[11]. Il ne doit pas être confondu avec l'espèce canadienne Microtus pennsylvanicus, le Campagnol des prés[12] couramment appelé Campagnol des champs au Canada[13],[9].
- Autres noms vulgaires ou Campagnol commun[10],[11], Campagnol ordinaire[10],[11] ou Campagnol vulgaire[10],[11] ou parfois Campagnol fauve[11].
- Noms vernaculaires (langage courant) : simplement « campagnol » tout court.

## Description

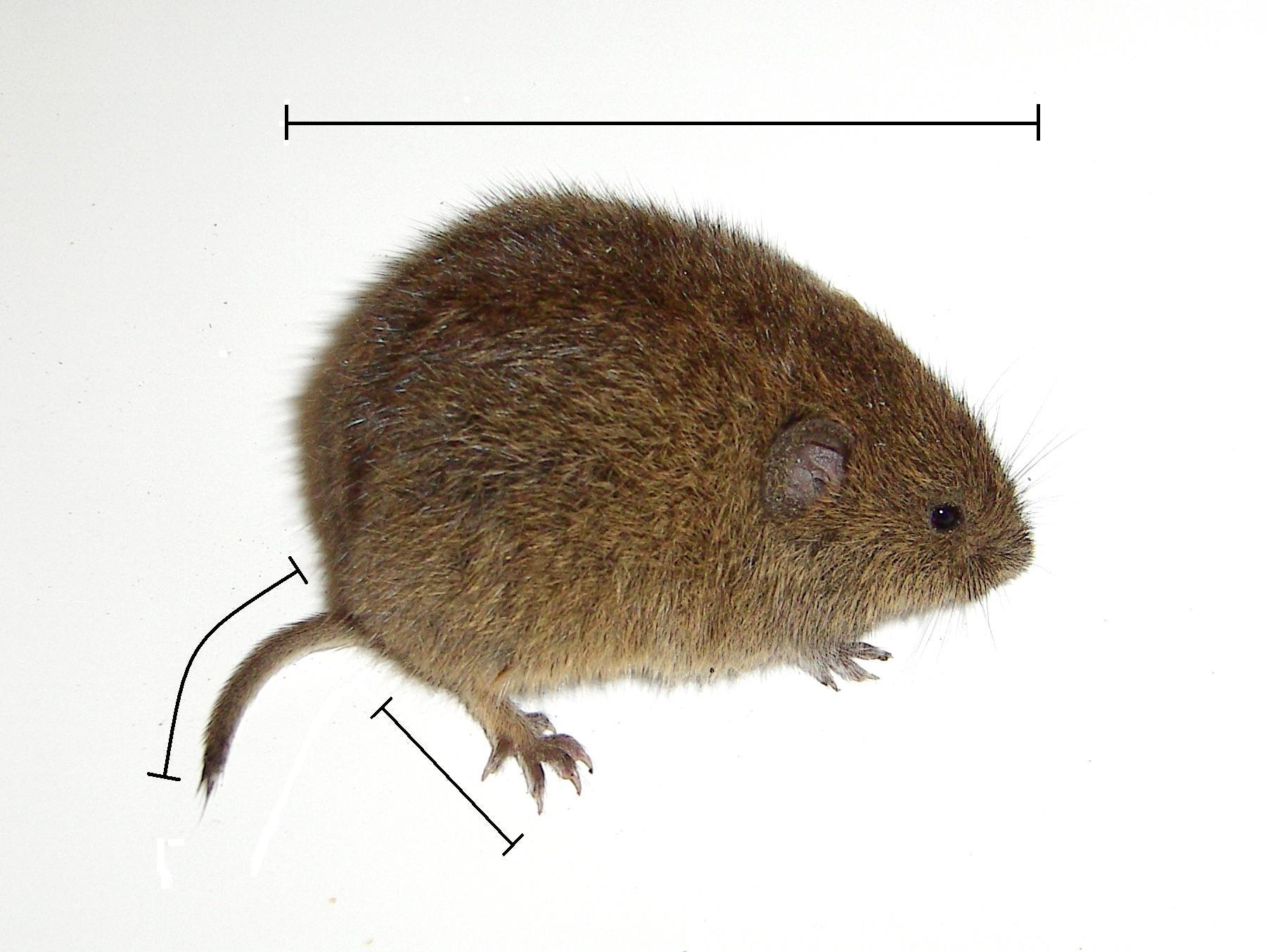
La taille de la queue du campagnol est considérablement plus petite que celle de la souris

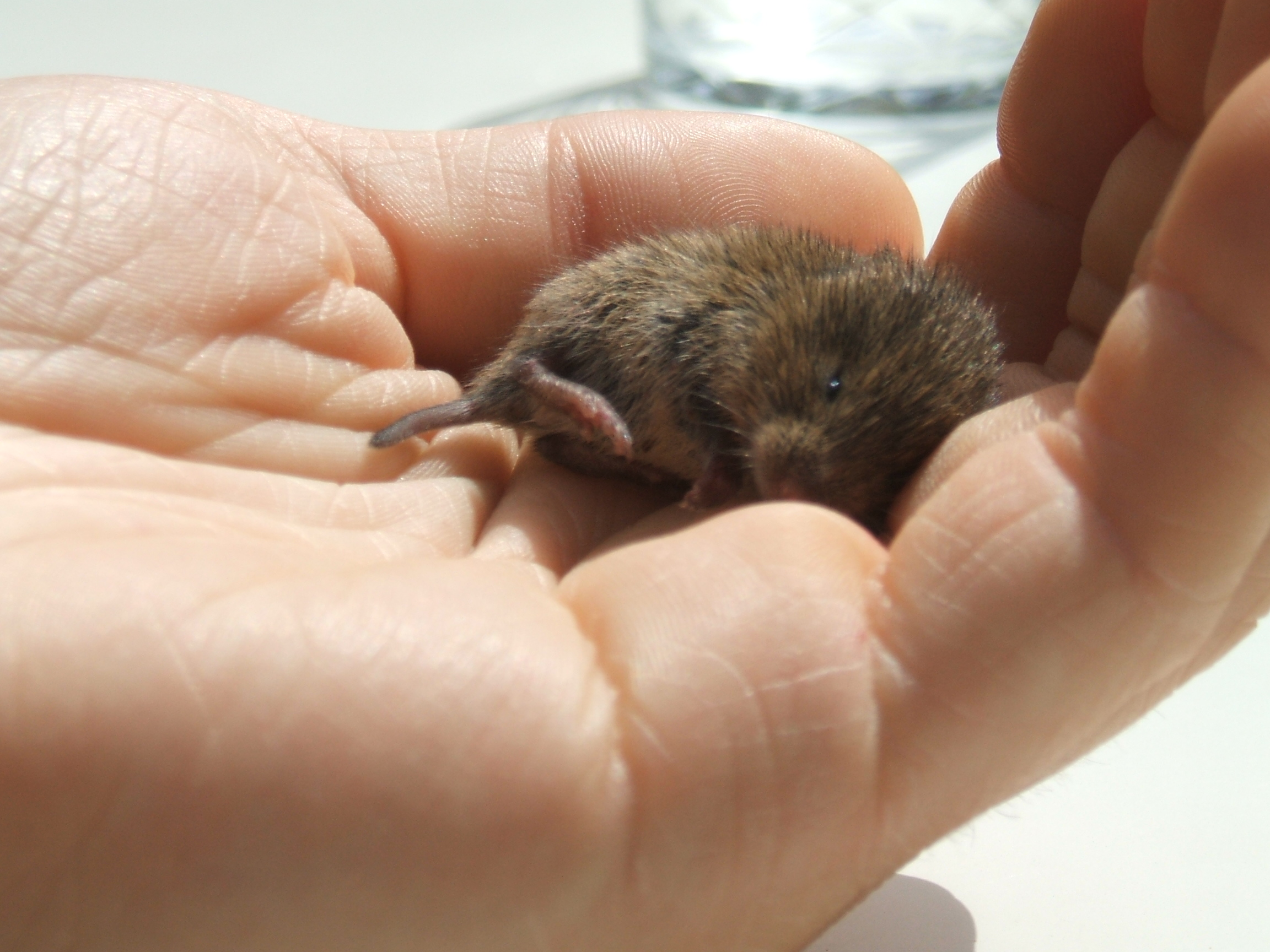
Campagnol dans une main

Le campagnol des champs a un corps trapu et arrondi. Sa queue est plus courte ou égale à la longueur de son corps. À l'âge adulte, la longueur de la tête et du corps varie de 9 à 13 cm, la queue de 3 à 4,5 cm, pour un poids de 18 à 50 g.

## Reproduction
Trois à six portées annuelles de quatre à cinq jeunes par femelle. La reproduction suit un cycle annuel saisonnier : la reproduction est virtuellement suspendue en hiver, et redémarre au printemps. De ce fait, les effectifs sont à leur maximum à l'automne, déclinent pendant l'hiver pour atteindre un niveau minimum à la sortie de l'hiver. L'amplitude de ces fluctuations varie d'une année à l'autre en fonction d'un certain nombre de facteurs : températures hivernales et printanières, composition du paysage modulant l'action des prédateurs, etc. Les variations interannuelles d'abondance peuvent être cycliques (2-3 ans) ou non, et les pics d'abondance peuvent atteindre plus de 1000 ind./ha.
La durée de vie est de quelques mois et dépasse très exceptionnellement un an dans la nature.

## Habitat
Le campagnol des champs vit essentiellement dans les prairies permanentes, où il aménage des terriers. Il creuse des galeries avec de nombreuses ouvertures béantes reliées en surface par des coulées où on observe ses déjections. La colonisation des parcelles agricoles se fait à partir des zones présentant une couverture herbacée permanente (prairie permanente, bandes enherbées en lisière de champs, parcelles présentant une couverture végétale interannuelle permanente) et des zones de végétation semi-permanente (luzernes, trèfles, etc.) vers les cultures.

## Alimentation

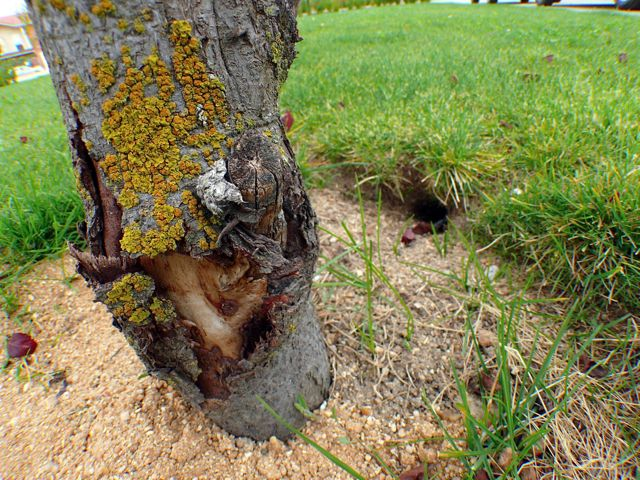
Entrée de terrier d'un Campagnol des champs non loin d'un arbre dont la base du tronc a été rongée.

Il se nourrit de plantes herbacées ou de graines prélevées à la surface du sol : dans les champs, il mange les semences dans la terre où on les a jetées, et, le temps de la moisson venu, coupe le chaume, vide l’épi renversé sur le sol, et le mange sur place ou l’emporte dans ses terriers, ce qui en fait un ravageur de plantes cultivées. Quand cette nourriture lui fait défaut, le campagnol s’attaque aux racines encore tendres des arbrisseaux ou bien en ronge la jeune écorce aussi haut qu’il peut atteindre, ce qui ne tarde pas à causer la destruction des végétaux. Les plantes attaquées sont principalement les céréales, l'artichaut, l'endive, la laitue et la chicorée. Il consomme les parties aériennes des céréales, luzernières, cultures porte-graines, prairies. En vergers, la base des troncs peut être rongée.

## Évolution de l'espèce

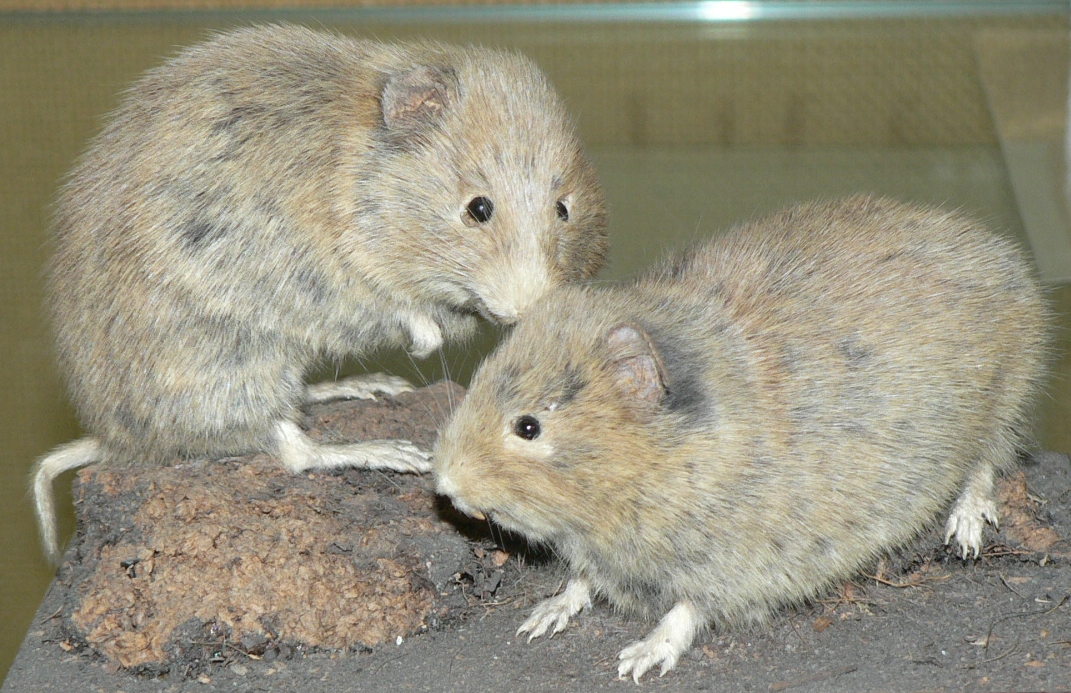
Campagnol des Orcades (Microtus arvalis orcadensis) au muséum d'histoire naturelle de Tring

Le campagnol des Orcades forme une population distincte que l'on trouve uniquement dans l'archipel des Orcades, au large de la côte nord de l'Écosse. Il est plus grand que les autres campagnols communs et ressemble au campagnol agreste (Microtus agrestris), en plus court et avec une fourrure plus pâle. 
Certains auteurs distinguent cinq sous-espèces différentes de campagnols des Orcades, selon l'île où on les trouve dans cet archipel :
- Orcades (principale île) : Microtus arvalis orcadensis
- Sanday : Microtus arvalis sandayensis
- Westray: Microtus arvalis westraensis
- Rousay : Microtus arvalis rousaiensis
- South Ronaldsay : Microtus arvalis ronaldshaiensis

On ne trouve pas ces populations sur l'île principale de Grande-Bretagne ou dans d'autres îles britanniques. Le plus vieux fossile trouvé sur l'île date de 4 600 ans. Ce campagnol pourrait provenir à l'origine de France ou d'Espagne et il est probable qu'il ait été introduit dans l'archipel par l'homme à l'époque néolithique.

## Interaction écologique
Ses principaux prédateurs sont les mustélidés, le renard et les rapaces. Il est le réservoir d'agents de maladies à incidence humaine ou animale telles que l'échinococcose alvéolaire, la leptospirose et la tularémie.

## Limitation des populations
Le contrôle des populations se fait essentiellement par traitement chimique, différent selon la réglementation de chaque pays (anticoagulants ou phosphure de zinc). Ces applications en plein champ peuvent poser des problèmes importants aux espèces non ciblés, par exemple les prédateurs de campagnols. Il existe également des pièges efficaces, mais leur utilisation à grande échelle est problématique pour les exploitants agricoles du fait de la demande importante en main-d'œuvre qu'ils requièrent. Le contrôle durable des populations se fait par la mise en œuvre, sur le long terme, d'un certain nombre de pratiques convergentes (déstabilisation des sols, rotations, piétinement par le bétail, régime d'herbe basse, lutte chimique ou piégeage à basse densité, etc.). Les preuves d'efficacité et d’innocuité vis-à-vis de l'environnement n'ont pu être apportées pour aucune autre méthode à ce jour.